# Communauté rurale de Ida Mouride
La communauté rurale de Ida Mouride[réf. nécessaire] est une commune du Sénégal située à l'ouest du pays.
Elle fait partie de l'arrondissement de Ida Mouride, du département de Koungheul et de la région de Kaffrine.